# 泉佐野市民会館事件
泉佐野市民会館事件（いずみさのしみんかいかんじけん、最高裁1995年（平成7年）3月7日第三小法廷判決、民集49巻3号687頁）は、関西国際空港建設に反対する中核派系の組織の影響を受けた「全関西実行委員会」が、泉佐野市民会館で「関西新空港反対全国総決起集会」を開催しようとしたところ、泉佐野市長が会館使用申請に対し不許可処分をしたことから、会館使用不許可処分の取消しと国家賠償法に基づく損害賠償を請求したところ、最高裁が、1995年（平成7年）3月7日、本件不許可処分は合憲適法であるとして、原告の請求を棄却した訴訟である。
本件は、集会の自由と会館利用の使用の関係を判示するとともに、一定の条件のもとで、明らかな差し迫った危険の発生が具体的に予見される場合に、公の施設の使用を不許可とすることができると判示したものである。

## 事案の概要
上告人らは、1984年（昭和59年）6月3日に市立泉佐野市民会館（以下「本件会館」という）ホールで「関西新空港反対全国総決起集会」（以下「本件集会」という）を開催することを企画し、同年4月2日、上告人Aが、泉佐野市長に対し、市立泉佐野市民会館条例（昭和38年泉佐野市条例第27号。以下「本件条例」という）6条に基づき、使用団体名を「全関西実行委員会」として、右ホールの使用許可の申請をした（以下「本件申請」という）。本件申請の許否の専決権者である泉佐野市総務部長は、下記の理由により、本件集会のための本件会館の使用が、本件会館の使用を許可してはならない事由を定める本件条例7条のうち1号の「公の秩序をみだすおそれがある場合」及び3号の「その他会館の管理上支障があると認められる場合」に該当すると判断し、4月23日、泉佐野市長の名で、本件申請を不許可とする処分（以下「本件不許可処分」という）をした。
- （一） 本件集会は、全関西実行委員会の名義で行うものとされているが、その実体はいわゆる中核派（全学連反戦青年委員会）が主催するものであり、中核派は、本件申請の直後である4月4日に後記の連続爆破事件[注 1]を起こすなどした過激な活動組織であり、泉佐野商業連合会等の各種団体からいわゆる極左暴力集団に対しては本件会館を使用させないようにされたい旨の嘆願書や要望書も提出されていた。このような組織に本件会館を使用させることは、本件集会及びその前後のデモ行進などを通じて不測の事態を生ずることが憂慮され、かつ、その結果、本件会館周辺の住民の平穏な生活が脅かされるおそれがあって、公共の福祉に反する。
- （二） 本件申請は、集会参加予定人員を300名としているが、本件集会は全国規模の集会[注 2]であって右予定人員の信用性は疑わしく、本件会館ホールの定員[注 3]との関係で問題がある。
- （三） 本件申請をした上告人Aは、後記のとおり昭和56年に関西新空港の説明会で混乱[注 4]を引き起こしており、また、中核派は、従来から他の団体と対立抗争中で、昭和58年には他の団体の主催する集会に乱入する事件を起こしているという状況からみて、本件集会にも対立団体が介入するなどして、本件会館のみならずその付近一帯が大混乱に陥るおそれがある。

本件不許可処分を受け、Aが当該処分の取消しと国家賠償法に基づく損害賠償を請求する訴えを提起したところ、第一審、控訴審ともに本件不許可処分が適法であると判断した。これに対し上告人は本件条例が憲法21条に反し、本件不許可処分も憲法21条、地方自治法244条に違反するとして上告した。

## 最高裁の判断
最高裁は全員一致で上告を棄却した。なお、園部逸夫裁判官の補足意見がある。

### 理由
本件条例7条1号は、「公の秩序をみだすおそれがある場合」を本件会館の使用を許可してはならない事由として規定しているが、同号は、広義の表現を採っているとはいえ、右のような趣旨からして、本件会館における集会の自由を保障することの重要性よりも、本件会館で集会が開かれることによって、人の生命、身体又は財産が侵害され、公共の安全が損なわれる危険を回避し、防止することの必要性が優越する場合をいうものと限定して解すべきであり、その危険性の程度としては、前記各大法廷判決の趣旨によれば、単に危険な事態を生ずる蓋然性があるというだけでは足りず、明らかな差し迫った危険の発生が具体的に予見されることが必要であると解するのが相当である。そう解する限り、このような規制は、他の基本的人権に対する侵害を回避し、防止するために必要かつ合理的なものとして、憲法第21条に違反するものではなく、また、地方自治法244条に違反するものでもないというべきである。
そして、右事由の存在を肯認することができるのは、そのような事態の発生が許可権者の主観により予測されるだけではなく、客観的な事実に照らして具体的に明らかに予測される場合でなければならないことはいうまでもない。なお、右の理由で本件条例7条1号に該当する事由があるとされる場合には、当然に同条3号の「その他会館の管理上支障があると認められる場合」にも該当するものと解するのが相当である。
と、判断した上で、主催者が集会を平穏に行おうとしているのに、その集会の目的や主催者の思想、信条に反対する他のグループ等がこれを実力で阻止し、妨害しようとして紛争を起こすおそれがあることを理由に公の施設の利用を拒むことは、憲法第21条の趣旨に反するが、中核派は、関西新空港建設反対運動の主導権をめぐって他のグループと過激な対立抗争を続けており、他のグループの集会を攻撃して妨害し、更には人身に危害を加える事件も引き起こしていたのであって、これに対し他のグループから報復、襲撃を受ける危険があったことは前示のとおりであり、これを被上告人が警察に依頼するなどしてあるかじめ防止することは不可能に近かったといわなければならず、平穏な集会を行おうとしている者に対して一方的に実力による妨害がされる場合と同一に論ずることはできず、本件不許可処分は、本件不許可処分のあった当時、関西新空港の建設に反対して違法な実力行使を繰り返し、対立する他のグループと暴力による抗争を続けてきたという客観的事実からみて、本件集会が本件会館で開かれたならば、本件会館内又はその付近の路上等においてグループ間で暴力の行使を伴う衝突が起こるなどの事態が生じ、その結果、グループの構成員だけでなく、本件会館の職員、通行人、付近住民等の生命、身体又は財産が侵害されるという事態を生ずることが、具体的に明らかに予見されることを理由とするものと認められるから、本件不許可処分が憲法第21条、地方自治法244条に違反するということはできない、とした。

## 影響

### 敵意ある聴衆の法理
この判決のうち、「主催者が集会を平穏に行おうとしているのに、その集会の目的や主催者の思想、信条に反対する他のグループ等がこれを実力で阻止し、妨害しようとして紛争を起こすおそれがあることを理由に公の施設の利用を拒むことは、憲法第21条の趣旨に反する」とした部分は、敵意ある聴衆の法理と称され、のちの判決にも一定の影響をもたらした。
例えば、内ゲバで殺害されたJR総連幹部の葬儀使用について不許可処分とした上尾市福祉会館事件では、対立する者らの妨害による混乱が生ずるおそれがあるとは考え難く警察の警備等によってもなお混乱を防止することができない特別な事情があったわけではないとして、1995年3月15日に最高裁は処分を違法としている。
他にも教員組合が主催する集会において、各地の地方公共団体が右翼の襲撃等のおそれがあるとして会場の使用不許可処分を行うことがあるが、最高裁はいずれも、これらの処分を違法としている。もっとも、学校の使用については児童生徒への影響といった点を考慮して判断する（広島県教職員組合事件）と、集会の自由の範囲を狭めた判示を行っているが、その事件においても違法としている。